# Shōji Nishimura
Vicemiralul Shōji Nishimura (în japoneză 西村 祥治; n. 30 noiembrie 1889 – d. 24 octombrie 1944) a fost un viceamiral japonez în cel de-al doilea Război Mondial.
A devenit contraamiral în 1940 și viceamiral în 1943.
În strâmtoarea Surigao între Leyte și insulele Dinagat, în seara zilei de 24 octombrie, a intrat în contact cu Flota a 7-a sub comanda contraamiralului Jesse Oldendorf, care era format din șase cuirasate, opt crucișătoare, 29 distrugătoare, și 39 nave torpiloare. Forțele lui Nishimura au fost zdrobite de americani când aceștia au aplicat tactica barării ''T''-ului. Nishimura a fost ucis în luptă când nava sa Yamashiro a fost scufundată după ce a primit mai multe lovituri de la cuirasatele americane.